# صراع المال (مسلسل)
صراع المال مسلسل تلفزيوني سوري، اجتماعي معاصر، من إخراج فهد ميري وإنتاج قبنض للإنتاج الفني، يركز على الصراع الدائر بين الفكر ورأس المال والفساد الذي انتشر وتفشى بكل شيء في العلاقات والمصالح والحب والحياة.

## القصة
العمل يتطرق لواقع مؤلم وحقيقة مرة تسود اليوم كل نواحي حياتنا فالفساد فكرة لها عدة تجليات ويحرك شرائح المجتمع دون النظر إلى الناحية الإنسانية ويسلط الضوء على فكرة كوننا لا نملك القرار في كثير من الأحيان، لان المال يكون صاحب القرار في العديد من مفترقات أيامنا، كذلك يتطرق العمل إلى موضوع الفساد المؤسساتي والاجتماعي.

## طاقم العمل

### تمثيل
بطولة مجموعة من نجوم الدراما السورية 
- فايز قزق
- ديمة قندلفت
- كندة علوش
- فراس حسن
- سامر الجندي
- بشار إسماعيل
- رندة مرعشلي
- نادين خوري
- ضحى الدبس
- رضوان عقيلي
- جيهان عبد العظيم

وتم تصوير مشاهده مابين دمشق وريفها ومصر.

## وصلات خارجية
- صراع المال على موقع قاعدة بيانات الأفلام العربية